# Ceraia scirpoides
Ceraia scirpoides é uma espécie de flores (orquídea)pequenas que duram muito pouco, mas que floresce diversas vezes ao ano, nativa de Upolu, em Samoa.